# Українсько-сейшельські відносини
Українсько-сейшельські відносини — відносини між Україною та Республікою Сейшельських Островів.
Сейшельські Острови визнали незалежність України 30 вересня 1994 року, того ж дня країни встановили дипломатичні відносини.
Інтереси громадян України в Республіці Сейшельських Островів захищає Посольство України в Етіопії. У Вікторії діє Почесне консульство України на Сейшельських Островах.

## Торгівля
За даними Державної служби статистики України, обсяг торгівлі товарами за підсумками 2021 між Україною та Сейшельськими Островами склав понад 1,182 млн дол. США. Зокрема, у 2021 український експорт склав 888,6 тис. дол. США, імпорт – 294,3 тис. дол. США.
Основними товарними групами українського експорту є:
- м'ясо та їстівні субпродукти,
- зернова група,
- насіння і плоди олійних рослин,
- жири та олії тваринного або рослинного походження,
- алкогольні, безалкогольні напої та оцет,
- фармацевтична продукція,
- легкі судна,
- дитячі іграшки.[1]

Основні товарні групи українського імпорту - продукти з м'яса, риби, а також пластмаси та полімерні матеріали. У січні 2022 імпортно-експортних операцій між обома країнами не зафіксовано.